# Grijze tangare
De grijze tangare (Tangara inornata) is een zangvogel uit de familie Thraupidae (tangaren).

## Verspreiding en leefgebied
Deze soort telt 3 ondersoorten:
- T. i. rava: Costa Rica en westelijk Panama.
- T. i. languens: oostelijk Panama en noordwestelijk Colombia.
- T. i. inornata: noordelijk en het noordelijke deel van Centraal-Colombia.